# Kahina Hadid
Kahina Hadid (ar. كهينة حديد; ur. 7 lipca 1983) – algierska judoczka.
Uczestniczka mistrzostw świata w 2011. Startowała w Pucharze Świata w 2005 i 2011. Piąta na igrzyskach śródziemnomorskich w 2009. Brązowa medalistka igrzysk afrykańskich w 2007. Sześciokrotna medalistka mistrzostw Afryki w latach 2001–2011.